# The Ernies
The Ernies était un groupe américain populaire de rock alternatif formé en 1994, originaire de Richmond, Virginie. Ils ont publié deux albums sur un label indépendant, avant de signer sur le label Mojo Records et sortir leurs troisième albums intitulé Meson Ray.

## Membres
- Will Hummel - chant, guitare (1994-2001, 2013-présent)
- Matt Goves - batterie (1994-2001, 2013-présent)
- Hayes Smith - saxophone, chœurs (1994-2001, 2013-présent)
- Mike Hughes - guitare (1995-1996) bass 1996-2001, 2013-présent)
- Chris Bondi - platines, thérémine (1997-2001, 2013-présent)

### Anciens membres
- Stefan Demetriadis - trombone (1994-1999)
- Brian Knight
- Damian Holton
- Steve Warren
- Tom Hummel
- Tom Martin (1994-?)
- Jeff Fuquay
- Jimmy MvAvoy
- Heath Losick
- Derek Dorsey

### Albums
| Titre            | Date | Label        |
| The Ernies       | 1995 | Bob Records  |
| Dropping Science | 1997 | Bob Records  |
| Meson Ray        | 1999 | Mojo Records |